# Pleasant Plain (Iowa)
Pleasant Plain è un comune degli Stati Uniti d'America, situato nello Stato dell'Iowa, nella contea di Jefferson.